# Codex Eyckensis
Der Codex Eyckensis (8. Jahrhundert) ist ein zusammengestelltes Evangeliar auf der Basis von zwei Handschriften, die vermutlich ab dem 12. Jahrhundert bis 1988 ein Konvolut bildeten. Der Codex Eyckensis ist das älteste Buch Belgiens. Es wird bereits seit dem achten Jahrhundert innerhalb der Grenzen der heutigen Stadtgemeinde Maaseik verwahrt. Aller Wahrscheinlichkeit nach wurde das Buch in der Abtei von Echternach angefertigt.

## Beschreibung der Handschriften A und B

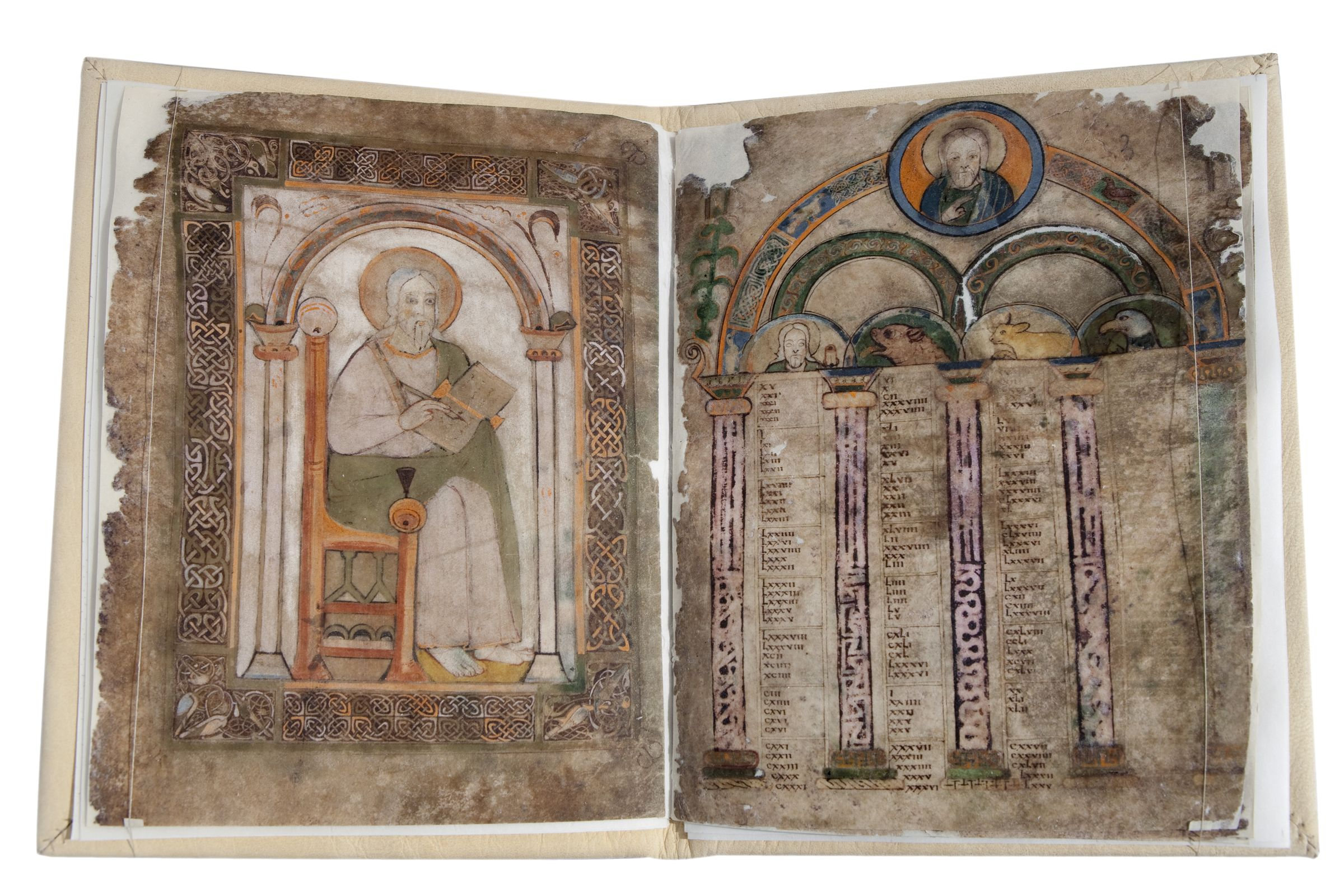
Vollständiger Blattspiegel Abbildung eines Evangelisten und Kanontafeln, Codex A

Der Codex Eyckensis umfasst 2 Evangeliarien, die insgesamt aus 133 Blatt Pergament in einem Format von 24,4 × 18,3 cm bestehen.
Die erste Handschrift ist unvollständig (Codex A). Sie besteht aus nur fünf Folien, mit einer Abbildung eines Evangelisten (vermutlich Matthäus) auf einem vollständigen Blattspiegel sowie einer unvollständigen Reihe von acht Kanontafeln. Die Darstellung des Evangelisten ist italienisch-byzantinischen Stils und zeigt deutliche Verwandtschaft mit dem Barberini-Evangelium in der Vatikanischen Bibliothek (Barberini Lat. 570). Die Umrandung der Figur besteht aus angelsächsischen Flechtwerk-Ornamenten, ähnlich dem im Lindisfarne-Evangeliar.
Die Kanontafeln bieten eine Übersicht übereinstimmender Passagen in den vier Evangelien. Sie dienen als Inhaltsverzeichnis und Register und erschließen die Texte. Die Kanontafeln der Handschrift A sind mit Säulen und Bögen verziert, den Symbolen der vier Evangelisten sowie mit Abbildungen von Heiligen.
Die zweite Handschrift (Codex B) enthält eine vollständige Reihe von zwölf Kanontafeln und die Texte aller vier Evangelien. Die Kanontafeln sind verziert mit Säulen und Bögen, Abbildungen von Aposteln und den Symbolen der Evangelisten. Die Texte der Evangelien wurden in der runden insularen Minuskel verfasst, einer Schriftart, die typisch ist für die englischen und irischen Manuskripte aus dem siebten und achten Jahrhundert, jedoch auch auf dem Festland verwendet wurde. Jeder Absatz beginnt mit einer mit roten und gelben Punkten umgebenen Initiale. Der Text wurde von einem einzigen Skribenten kopiert.
Bei den Evangelientexten handelt es sich um eine Version der Vulgata des hl. Hieronymus von Stridon (347–420), mit einigen Zusätzen und Versetzungen. Vergleichbare Varianten finden sich im Book of Kells (Dublin, Trinity College, ms 58), dem Buch von Armagh (Dublin, Trinity College, ms 52) und dem Echternach-Evangeliar (Paris, Bnf, ms Lat.9389).

## Geschichte (Entstehung bis zum 20. Jh.)

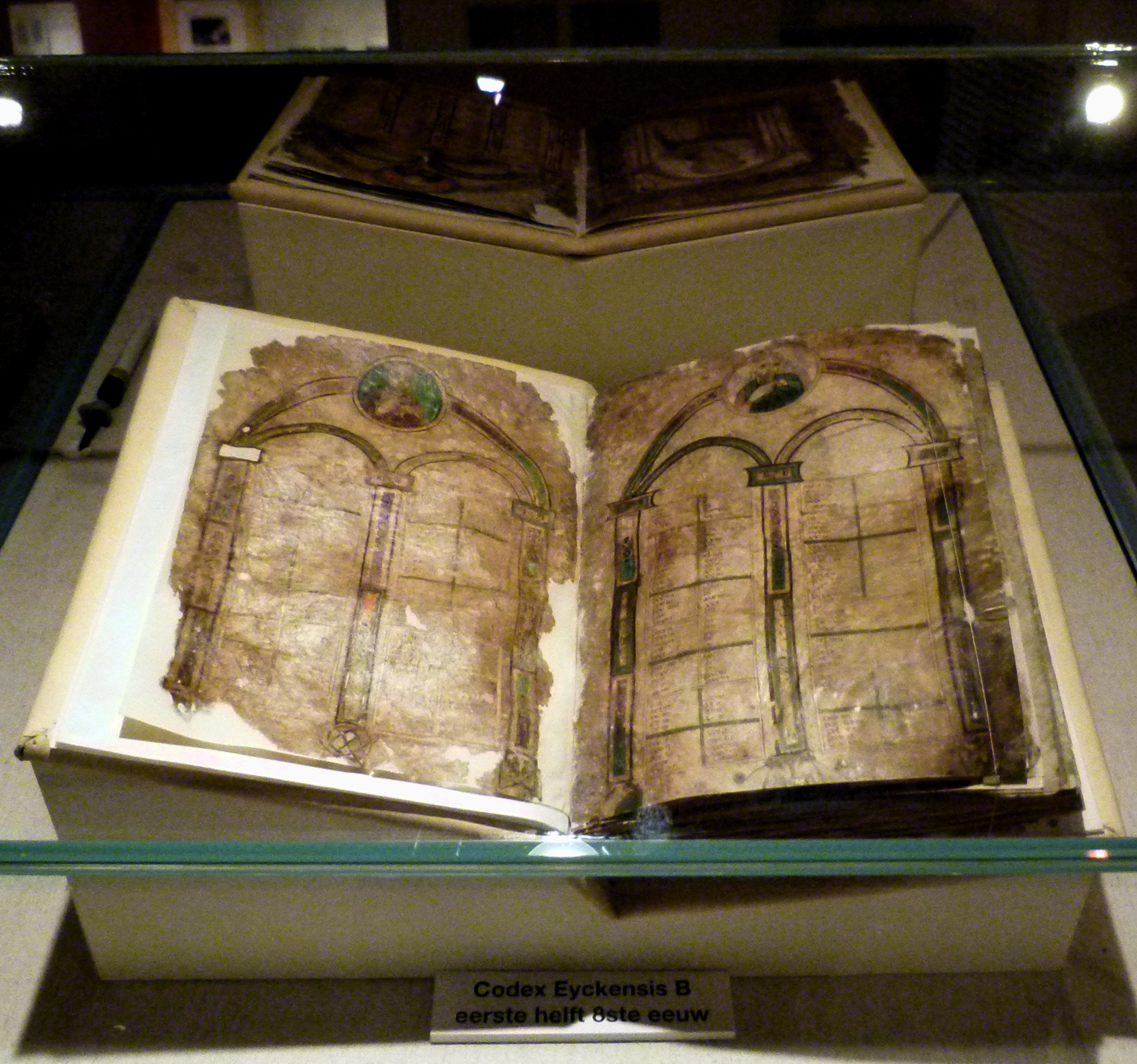
Codex Eyckensis ausgestellt In der Sankt-Katharinenkirche In Maaseik

Der Codex wurde im 8. Jh. verfasst und stammt aus der ehemaligen Benediktinerabtei von Aldeneik, die im Jahre 728 geweiht wurde. Die merowingischen Adligen Adalhard, Herr von Denain, und seine Frau Grinuara gründeten diese Abtei für ihre Töchter Harlinde und Relinde in „einem kleinen und nutzlosen Wald“ bei der Maas. Man nannte die Abtei Eike, nach den dortigen Bäumen. Erst später, als die Nachbargemeinde Neu-Eike (jetzt: Maaseik) an Bedeutung zunahm, bekam der Ort den heutigen Namen Aldeneik. Der heilige Willibrord weihte Harlinde zur ersten Äbtissin der Glaubensgemeinschaft, und nach ihrem Tod weihte der heilige Bonifatius Relinde zu ihrer Nachfolgerin.
Der Codex Eyckensis diente dazu, das Wort Christi zu studieren und zu verbreiten. Vermutet wird, dass der heilige Willibrord beide Evangelien des Codex Eyckensis aus der Abtei von Echternach nach Aldeneik überbracht hat.
Die beiden Bücher wurden wahrscheinlich im 12. Jahrhundert zusammen eingebunden.
Im Jahre 1571 wurde die Abtei von Aldeneik wegen der damaligen Konfessionskriege verlassen. Bereits seit Mitte des 10. Jahrhunderts lebte dort keine religiöse Frauengemeinschaft mehr, sondern ein Kapitel Kanoniker. Die Kanoniker suchten Schutz hinter den Stadtmauern von Maaseik. Die Kirchenschätze aus Aldeneik, wozu auch der Codex Eyckensis gehörte, wurden fortan in der Sankt-Katharinenkirche (Sint Catharinakerk) verwahrt.

## Urheberschaft

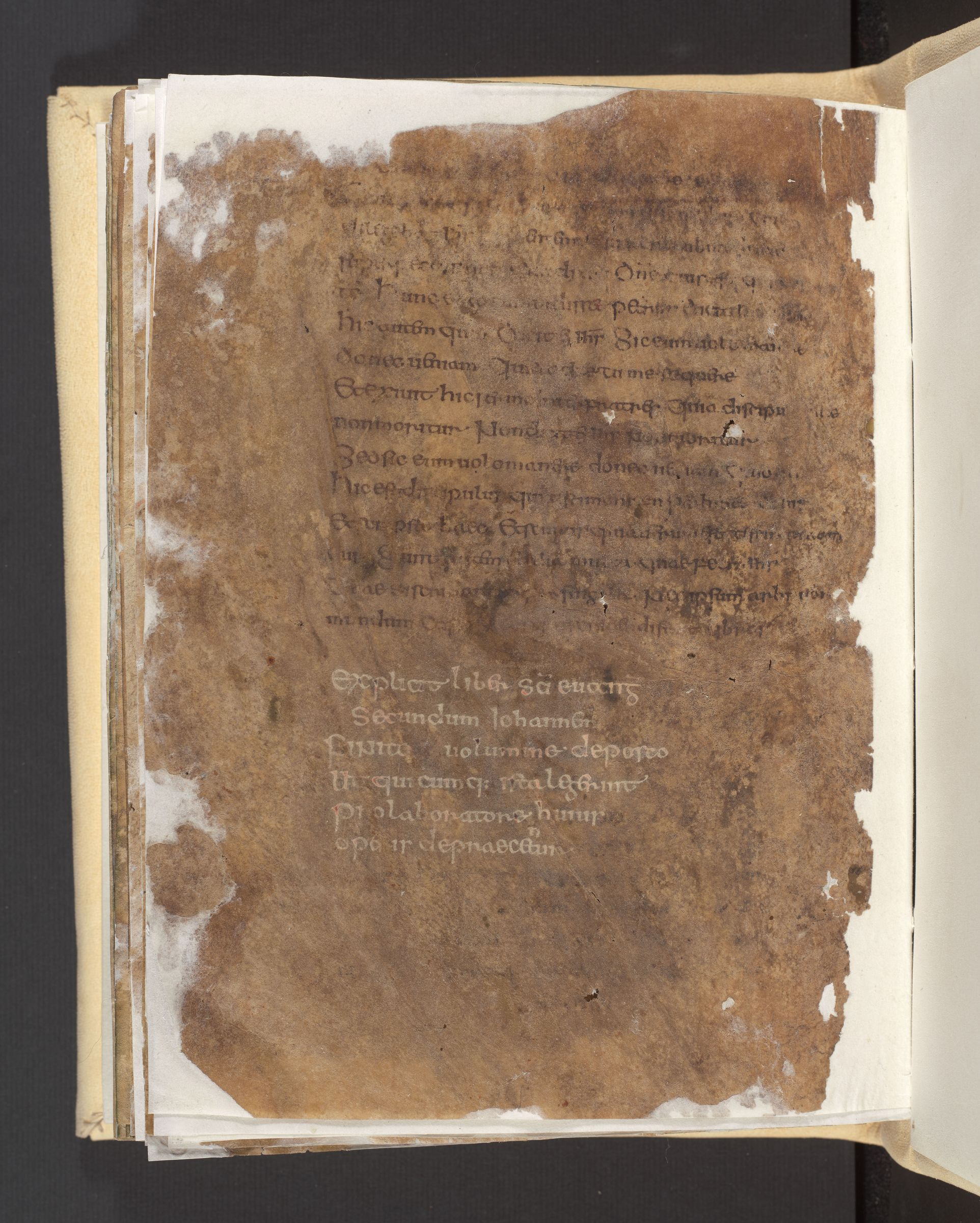
Text-Folio im Codex B

Lange hat man geglaubt, der Codex Eyckensis sei von Harlinde und Relinde, den ersten Äbtissinnen der Abtei von Aldeneik, die später beide heiliggesprochen wurden, selbst geschrieben worden. Ihre Hagiografie wurde im 9. Jahrhundert von einem Geistlichen aus der Umgebung aufgezeichnet. Darin lesen wir, dass Harlinde und Relinde unter anderem ein Evangeliar angefertigt haben. Im 9. Jahrhundert kam der Kult um die Reliquien der beiden heiligen Frauen auf und der Codex Eyckensis wurde in diesem Zusammenhang verehrt, als sei es die eigenständige Arbeit von Harlinde und Relinde selbst.
Die letzten Zeilen der zweiten Handschrift widersprechen dieser Sichtweise jedoch, mit dem Text: Finito volumine deposco ut quicumque ista legerint pro laboratore huius operis depraecentur (Mit Abschluss dieses Buches bitte ich jeden, der dies liest, für den Ersteller dieses Werkes zu beten), wobei die männliche Form laborator klarmacht, dass der Schreiber ein Mann gewesen sein muss.
Im Jahre 1994 durchgeführte vergleichende Untersuchungen durch Albert Derolez (Universität Gent) und Nancy Netzer (Boston College) haben ausgewiesen, dass Handschrift A und Handschrift B aus der gleichen Periode stammen, und höchstwahrscheinlich im Skriptorium der Abtei von Echternach hergestellt wurden, möglich sogar von derselben Person.

## Restaurierung 1957
1957 wurde der Codex Eyckensis in einer denkbar unglücklichen Weise von Karl Sievers restauriert, einem Restaurator aus Düsseldorf. Er entfernte den samtenen roten Einband aus dem 18. Jahrhundert, wobei er diesen zerstörte. Auf alle Folien der Handschrift wurde anschließend Mipofolie geklebt. Hierbei handelt es sich um einen Film aus Polyvinylchlorid, der extern mit Dioctylphthalat plastifiziert ist. Mit der Zeit bildete die Folie Salzsäure, die das Pergament angetastet hat. Außerdem vergilbte auch die Folie selbst im Laufe der Zeit. Die Transparenz und Farbe des Pergaments veränderte sich somit, wodurch zudem die in der Folie gelösten Polymere in das Pergament migrieren konnten und dieses verspröden ließen. Zuletzt band Sievers den Codex neu ein. Hierzu schnitt er die Ränder der Folien zu, wobei Fragmente der Illuminierung verloren gingen.
Zwischen 1987 und 1993 wurde die Mipofolie entfernt und der Codex von einem Team des Königlichen Instituts für Kunsterbe (Koninklijk Instituut voor het Kunstpatrimonium, KIK) unter Führung des Chemikers Jan Wouters restauriert. Hierzu wurde eine Technik des Anfaserns mit Pergamentpappe entwickelt. Bei dieser Restauration sind die Handschriften A und B jeweils separat eingebunden worden.

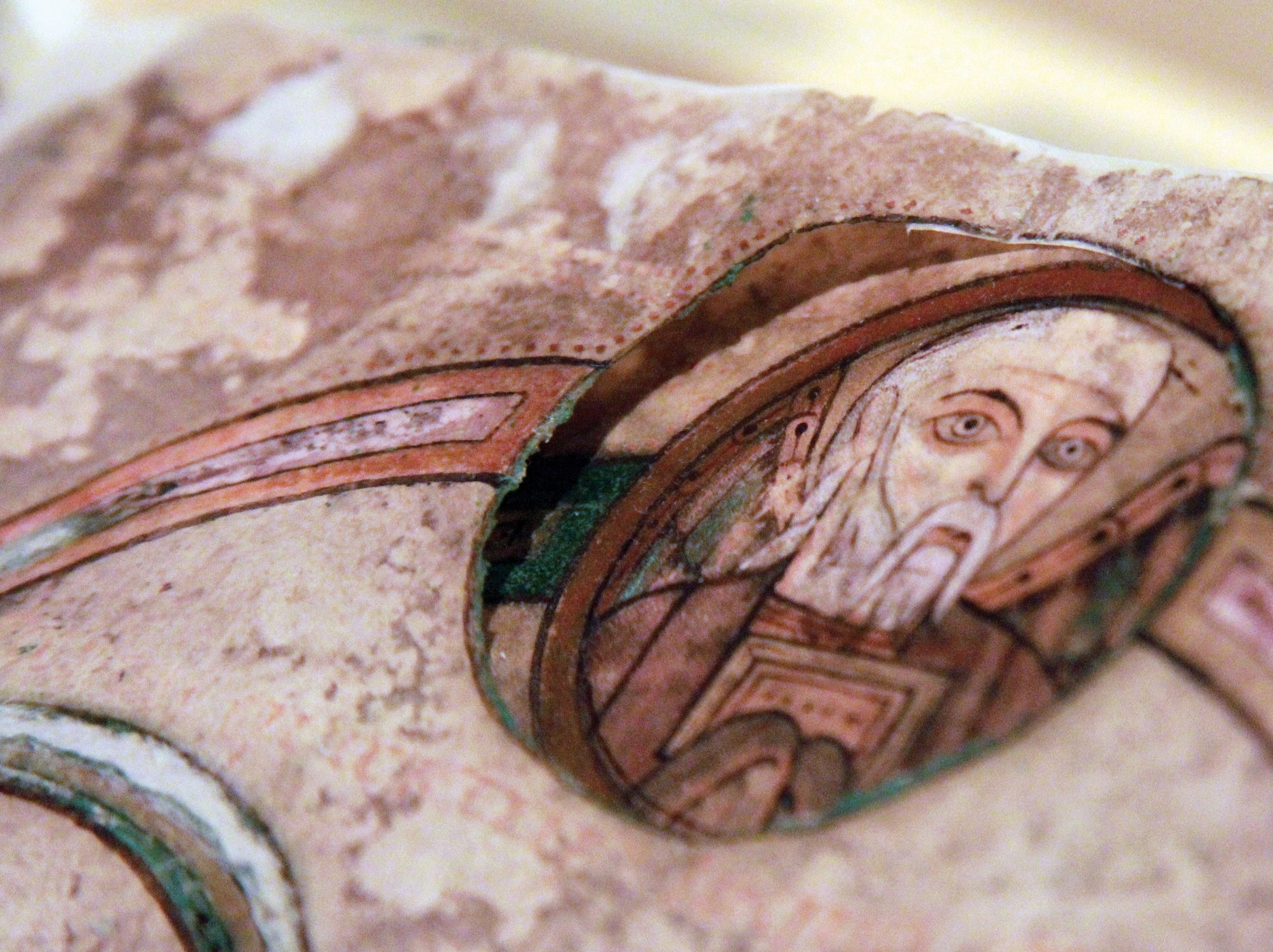
Detail vom Codex B

## Dokumentation und Digitalisierung
Die älteste fotografische Dokumentation des Codex Eyckensis datiert von ca. 1916. Anlässlich der Restaurierung wurde das Manuskript 1990 im KIK-IRPA fotografiert. 1994 erschien ein Faksimiledruck.
Der Codex Eyckensis wurde im Jahre 2015 in der Maaseiker Sint-Catharinakerk digitalisiert durch ein Team des Imaging Lab der Katholieke Universiteit Leuven und Illuminare Leuven, dem Studienzentrum für mittelalterliche Kunst der KU Leuven, unter Leitung von Lieve Watteeuw. Aufgrund der Zusammenarbeit mit LIBIS (KU Leuven) sind die hochaufgelösten Bilder nun auch online abrufbar.
Der Codex Eyckensis wurde im Jahre 1986 als immaterielles Erbgut eingestuft und wird seitdem als solches geschützt. 2003 wurde der Codex Eyckensis als Spitzen-Exponat der Flämischen Gemeinschaft anerkannt.

## Aktuelle Forschungsprojekte
2016–2017 untersuchte ein Team der KU Leuven, Illuminare, Studienzentrum für mittelalterliche Kunst (Leitung Lieve Watteeuw) und des Königlichen Instituts für Kunsterbe (Leitung Marina Van Bos) den Codex Eyckensis erneut.